# Inertisierung
Als Inertisierung wird das Hinzufügen von Inertstoffen als Gas (z. B. Stickstoff, Kohlenstoffdioxid, Edelgase, Wasserdampf) oder Pulver bezeichnet. Ziel ist, sicherheitstechnische Kenngrößen eines Gemisches zu verändern, um das Entstehen einer explosionsfähigen Atmosphäre zu verhindern. Dazu wird die Sauerstoffkonzentration unter die Sauerstoffgrenzkonzentration (SGK) gebracht.

## Inertisierung von Stoffen
Die Inertisierung von Stoffen bezeichnet deren Umwandlung oder Bearbeitung zu reaktionsträgen (inerten) Stoffen. Inerte Stoffe sind beispielsweise Edelgase, Glas, Porzellan.

## Inertisierung von Räumen
Die Inertisierung von Räumen bezeichnet den Vorgang, durch Zugabe von inerten Gasen oder Dämpfen den Luftsauerstoff oder reaktions- bzw. explosionsfähige Gase oder Gasgemische aus Räumen zu verdrängen.
- Bei der Inertisierung zum Brand- und Explosionsschutz (Beispiel Industrie: Chemikalienlager, Produktionsanlagen, Flugzeugbau) wird der Luftsauerstoff durch Zugabe von Inertgas (beispielsweise Argon, Stickstoff, Kohlendioxid) verdrängt, damit eine explosionsfähige Atmosphäre vermieden wird. Beim Brandschutz nennt man das auch aktive Brandvermeidung durch Permanent-Inertisierung.
- Durch Reduktion des Luftsauerstoffgehalts wird der Reifungsprozess z. B. von Früchten verlangsamt, deshalb werden beispielsweise Übersee-Transportcontainer mit einer Inertisierungsanlage ausgestattet, die ihn mit Stickstoff inertisieren.
- Die Oxidation von Wein während der Lagerung wird verhindert, indem der Luftsauerstoffgehalt über der Weinoberfläche in den Lagerbehältern durch Inertisierung reduziert wird.
- Inertisierung kann während der Produktion zu einer Qualitätsverbesserung von Produkten führen, deswegen wird in verschiedenen Verarbeitungsprozessen, etwa zur Korrosionsvermeidung, Sauerstoff ausgeschlossen.